# Flor de lis

Flor de lis

La flor de lis (⚜) es, en heráldica, una representación de la flor del lirio. En la heráldica francesa, es un mueble heráldico muy difundido. Es una de las cuatro figuras más populares de la heráldica, junto con la cruz, el águila y el león.[cita requerida]
Se suele representar en color amarillo sobre un fondo azul. Tradicionalmente, se ha representado un campo de flores de lis, dispuestas de forma ordenada. Desde la Edad Media se considera un símbolo de la realeza francesa.

## Origen
Uno de los primeros usos de un símbolo similar al de la flor de lis proviene de tiempos del reinado de Salomón, hijo de David, quien en la construcción del mobiliario del templo mandó fundir el Mar de bronce, cuyo borde estaba labrado como el borde de un cáliz o de flor de lis.
Fue considerada un emblema presente en el mundo romano tardío y bizantino. Tanto Plinio como Dioscórides, seguidos por los Padres de la Iglesia, califican al lirio como un símbolo de realeza. Es por ello que se la encuentra en mosaicos paleocristianos, en cetros, diademas y tronos como un elemento decorativo. Tanto los reinos romanos bárbaros como los visigodos y los lombardos la utilizaron en sus iglesias, por ejemplo, San Salvador de Toledo y Pavía. Es posible que derive de estos últimos su uso en Florencia, ciudad que la convirtió en su emblema.[cita requerida]
También fue un símbolo usado por los emperadores carolingios, así como sus sucesores otonianos y capetos.[cita requerida]
Acerca de su vinculación con el reino de los francos, existen numerosas leyendas. Una de ellas es la de la Sagrada Ampolla. Según este relato, el día del bautismo y coronación del rey franco Clodoveo I en la Catedral de Reims, llegó desde el cielo, transportada por una paloma hasta las manos del obispo San Remigio, la Sagrada Ampolla, con un ramillete de lirios (esto es, flores de lis) con el óleo para ungir y santificar al rey, lo que significaba que su autoridad era de origen divino. Posteriormente, en el siglo XI, el rey Luis VII de Francia de la dinastía capeta sería el primer soberano francés que la incorporó a su escudo como un campo de flores de lis en un fondo azul; desde ese momento, se consideró el emblema por excelencia de los reyes de Francia. En el siglo XIV, pasó a formar parte del escudo de la dinastía Valois, esta vez como tres flores de lis de oro en un fondo azul. En el siglo XVI, se introdujo en el escudo de la dinastía Borbón, como un campo de flores de lis de oro en un fondo blanco.[cita requerida]
A partir del siglo XIV, apareció también como emblema de la casa de Lancaster (dinastía real inglesa), para enfatizar su reivindicación al trono francés. El escudo de la casa de Lancaster incluye tres flores de lis y tres leopardos pasantes. Catalina de Lancáster (nieta de Pedro I de Castilla y abuela de Isabel la Católica) fue la patrocinadora del monasterio de Santa María la Real de Nieva en la provincia de Segovia; por eso, puede verse allí su escudo con las tres flores de lis. Asimismo forma parte del emblema de familias nobiliarias, tales como los de Candia, quienes la portaban en rojo, y los Farnesio, en azul, utilizando seis flores en su escudo de armas.[cita requerida]

## Otros usos
La flor de lis se usaba en los mapas antiguos para señalar el norte; habitualmente, en las "rosas de los vientos" marcaba el punto cardinal norte, una tradición iniciada por Flavio Gioja, marinero napolitano del siglo XIV.[cita requerida]
También es el emblema del modelo de Chevrolet más vendido de la historia: el Chevrolet Caprice, creado en 1966 como variante de lujo del Chevrolet Impala y construido hasta 1996, el cual tomó la flor de lis como emblema propio, en sustitución del clásico de Chevrolet. Como fondo de esa flor de lis de color plata, se colocó un diamante dorado pentagonal muy achatado por la cara superior, así como por la punta inferior, de tal modo que la flor sobresalía especialmente por encima. Este anagrama estaba presente sobre el capó o incrustado encima de la rejilla frontal, aunque también aparecía como tapa de la cerradura del maletero en algunos modelos sedán y como decoración lateral entre las puertas traseras y las lunas posteriores en algunos modelos familiares, lo mismo que en ciertos tipos de sus tapacubos.[cita requerida]

### Heráldica

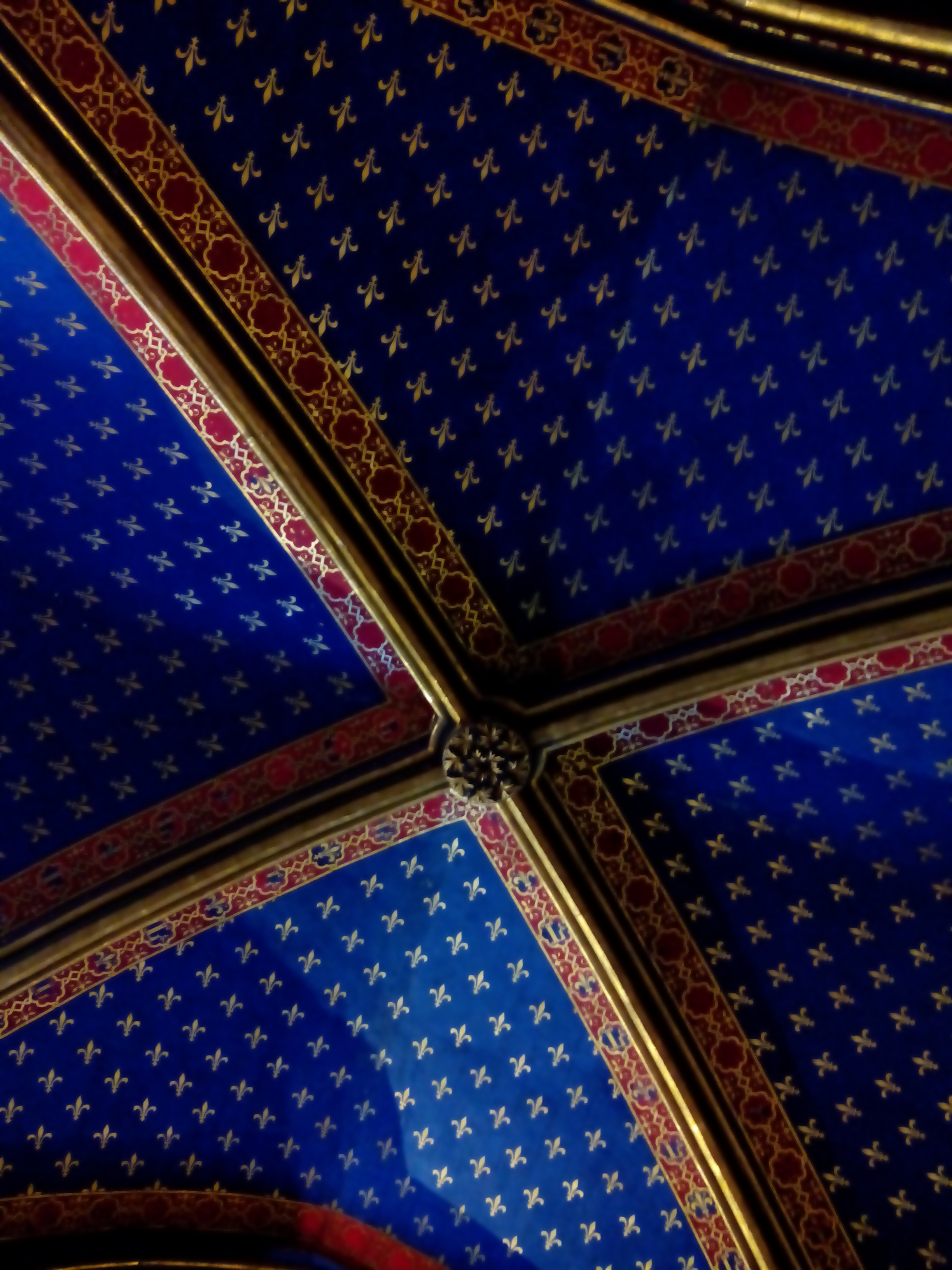
Flores de lis, en el techo de la Sainte Chapelle de París.

En el siglo XII, el rey Luis VI o el rey Luis VII (las fuentes están en desacuerdo) fue el primer monarca francés en usar la flor de lis en su escudo. Los reyes ingleses usaron más tarde el símbolo en sus armas para enfatizar sus reclamos sobre el trono de Francia. En el siglo XIV, la flor de lis se incorporó a menudo en las insignias de familia que se cosían en el manto del caballero, que usaba su propietario sobre la cota de malla, de ahí el término manto de armas.[cita requerida]
El propósito original de identificación en batalla derivó en un sistema de designación social de estatus después de 1483, cuando el rey Eduardo IV estableció el Colegio de Heráldica para supervisar los derechos del uso de las insignias de armas.[cita requerida]

### Escultismo
Durante el siglo XX, el símbolo fue adoptado por el movimiento scout, organización presente en todo el mundo.[cita requerida]
Los scouts de todo el mundo la representan de color blanco sobre fondo de color morado, rodeada por cuerdas también moradas que acaban en un nudo «llano» (nudo de la hermandad) en su parte inferior, y con dos estrellas de cinco puntas en los pétalos exteriores (los diez puntos de la ley scout).[cita requerida]
Fue escogida como insignia de los scouts porque señala la dirección hacia lo alto, marca el camino que hay que seguir para cumplir con el deber y ser útil a los semejantes. Las tres hojas (o pétalos) recuerdan las «Tres Partes de la Promesa Scout» al igual que los «tres dedos de la seña scout».[cita requerida]
Para distinguir la pertenencia de un país a otro, en ocasiones se sobrepone un símbolo nacional a la flor de lis y si ese país se compone de una federación de varias asociaciones, cada una hace lo propio para ser identificada.[cita requerida]
Esto se nota, por ejemplo, en las insignias de Argentina, Brasil, Colombia, Chile, Ecuador, Estados Unidos, Guatemala, Nicaragua, Perú y otras más.[cita requerida]
Si bien el fundador del movimiento scout, el militar británico Robert Baden-Powell, utilizó por primera vez la flor de lis en la India (1898), su uso como símbolo del movimiento scout lo adoptó en 1907 durante el campamento de Brownsea, considerado el momento formal de fundación del escultismo mundial.
Hay quien afirma que la flor de lis scout es muestra de un supuesto vínculo que el fundador del movimiento scout, Baden-Powell, habría tenido con logias masónicas; sin embargo, su esposa negó que él hubiera pertenecido jamás a alguna logia.

### Los alquimistas

La flor de lis y el conocimiento que viene del cielo. Antiguo escudo de la Universidad de París.

A partir del Renacimiento, en la segunda mitad del siglo XV, la flor de lis se tomó como símbolo de su bien hacer y los alquimistas lo unían a sus blasones cuando lograban alcanzar gran iluminación (la piedra filosofal). La flor de lis simboliza el árbol de la vida, la perfección, la luz, la resurrección y la gracia del dios que ilumina.[cita requerida]
Thot - Hermes es el dios mago que aparece junto a Isis cuando esta quiere devolverle la vida a Osiris. Él vino a enseñar la grandiosa doctrina secreta de la luz interna a los sacerdotes de los templos. Les enseñó que la luz era universal y que esa luz era dios, quien mora en todos los hombres. El segundo es Hermes Trimegisto, famoso legislador, sacerdote y filósofo egipcio, que vivió hacia el año 2630 a. C. Hermes enseñó a los hombres la escritura, la música, la medicina, la astronomía, el ceremonial para el culto de los dioses, y también enseñó a ciertos discípulos las ciencias secretas (la magia, la alquimia, la astrología).[cita requerida]
En  el antiguo Egipto, la Flor de Lys simbolizaba al ídolo Shu (mitología) 'Sho'.
Toda la filosofía hermética se basa en siete principios: el principio del mentalismo, el principio de correspondencia, el principio de vibración, el principio de polaridad, el principio del ritmo, el principio de causa y efecto y el principio de generación.[cita requerida]

### Símbolo Mafioso
El símbolo de la flor de lis también fue adoptado por la Mafia Hachel, conocida como la Virgen Escribana, como emblema en el siglo XVII. En Alemania, más específicamente en el municipio de Hachelbich, se realizaban sus reuniones. Cualquier persona ajena a la Mafia Hachel que intentase detener el cumplimiento de sus objetivos terminaba brutalmente asesinada. Sus víctimas eran reconocidas mediante una marca hecha con hierro candente con el símbolo de la flor de lis.[cita requerida]

### Símbolo religioso
La Cruz de Santiago, símbolo de la Orden de Santiago, la tiene en tres de sus puntas: sobre ambos extremos del trazo horizontal y en el superior del vertical, hacia el extremo inferior se dibuja una espada. La Orden Militar de Santiago se creó en el siglo XII para defender a los peregrinos que visitaban la tumba del apóstol Santiago (véase Santiago el Mayor) en Santiago de Compostela (España), quienes se distinguían exhibiendo este símbolo de color rojo en sus vestimentas y escudos.[cita requerida]
Asimismo, se la puede encontrar en el escudo del papa Pablo VI (precisamente tres flores de lis).[cita requerida]
La Iglesia católica usa la flor de lis como símbolo mariano (de la Virgen María) y es uno de los atributos de san José, en cuyo bastón, según dice una leyenda, habrían florecido uno o tres lirios (el brote de José).
En ocasiones, también se utiliza como representación de la Santísima Trinidad, debido a los tres pétalos.
También suele estar asociada a Santa Juana de Arco.

### La masonería
En la francmasonería, se observa la flor de lis al lado de la granada, en lo alto de las columnas del templo.

### La psicología

La flor de lis (UCP Psicología Hoy)

En Colombia, existe la Unidad Colegial Profesional de Psicólogos, denominada Psicología Hoy 2005, adscrita al Colegio Colombiano de Psicólogos, fundada y presidida por Nelson Ricardo Vergara C., gestor de la Ley del Psicólogo Colombiano (ley 1090 de 2006). Esta unidad colegial tiene como emblema la flor de lis, y es la única organización de psicólogos en el mundo que adopta este símbolo. La flor de lis se asemeja, aquí, a la forma de una mariposa, que para los griegos representaba el alma humana (psique). También puede asociarse a su parecido con la letra griega psi (Ψ), y se usa como símbolo de la psicología (del término Ψυχή -psyché-, alma).[cita requerida]
El psicoanálisis, por su parte, ha interpretado a la flor de lis como un símbolo fálico o, más aún, una forma sublimada (y probablemente inconsciente) de representar los genitales masculinos o la virilidad y la fuerza que también se asocia con la espada, forma ésta que es claramente visible en la flor de lis.[cita requerida]

## Galería

### Vexilología

Flores de lis, en la bandera de Quebec.
Flor de lis, en la bandera de Montreal.
Flor de lis, en la bandera de San Luis (Misuri).
Flores de lis, en la bandera de Nueva Orleans.
Flor de lis, en la bandera de Lelystad.
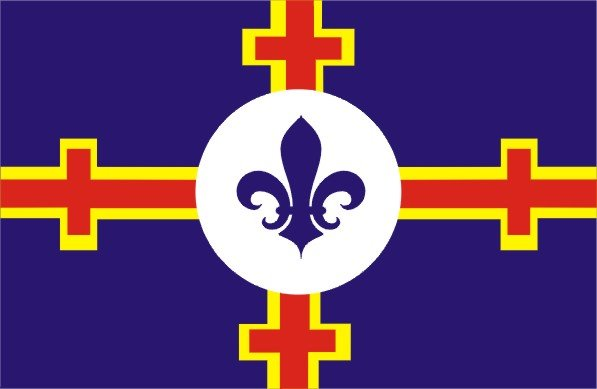
Flor de lis, en la bandera de Cruzeta.
Flor de lis, en la bandera de Brňany.
Flores de lis, en la bandera de Castilleja del Campo.